# East Troy
East Troy is een plaats (village) in de Amerikaanse staat Wisconsin, en valt bestuurlijk gezien onder Walworth County.

## Demografie
Bij de volkstelling in 2000 werd het aantal inwoners vastgesteld op 3564. In 2006 is het aantal inwoners door het United States Census Bureau geschat op 4187, een stijging van 623 (17,5%).

## Geografie
Volgens het United States Census Bureau beslaat de plaats een oppervlakte van 9,5 km², waarvan 9,4 km² land en 0,1 km² water. East Troy ligt op ongeveer 262 m boven zeeniveau.

## Plaatsen in de nabije omgeving
De onderstaande figuur toont nabijgelegen plaatsen in een straal van 16 km rond East Troy.